# Inchicore
Inchicore (irisch Inse Chór) ist ein Stadtteil der irischen Hauptstadt Dublin.

## Lage und Geschichte
Inchicore liegt fünf Kilometer westlich vom Zentrum Dublins entfernt, zwischen dem Grand Canal und der Liffey. Sie grenzt an die Ortschaften Kilmainham im Norden, Drimnagh im Osten und Bluebell im Süden.
Der irische Name Inse Chór bedeutet „Insel der Schafe“, weil das ursprüngliche Dorf dort errichtet wurde, wo man früher Schafe weiden ließ, die auf den Märkten Dublins verkauft werden sollten.
Ursprünglich war Inchicore ein eigenständiges Dorf außerhalb Dublins, das sich im Umfeld der Richmond Barracks, einer Kaserne der Britischen Armee entwickelt hatte. Größere Bedeutung bekam Inchicore erst durch den Bau der Eisenbahn in Irland. Als sich 1846 die Inchicore Railway Works hier niederließ, kamen die ersten 39 Arbeiter mit ihren Familien nach Inchicore. So wurden nach und nach die Arbeitersiedlungen aufgebaut, die Inchicore weiter expandieren ließen, bis die Ortschaft an der Emmet Road und der Tyrconnell Road an Dublin stieß und somit praktisch Teil der Stadt wurde.

## Öffentliche Einrichtungen

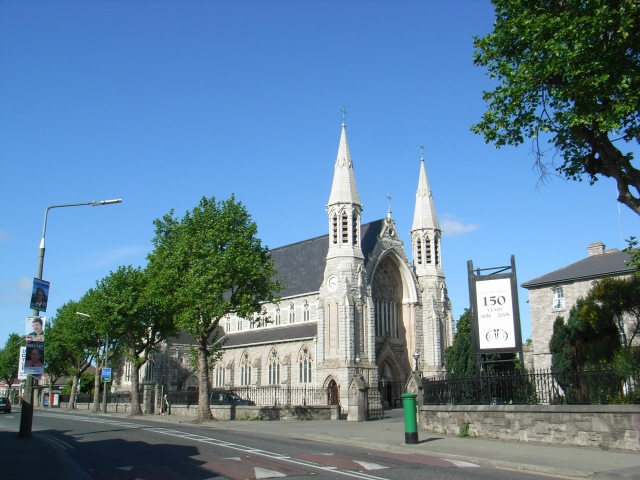
Die Church of Mary Immaculate in Inchicore

In Inchicore gibt es zwei katholische Kirchen, zum einen St. Michael‘s, zum anderen die von den Oblaten erbaute Church of Mary Immaculate. Letztere wurde mit Hilfe der Eisenbahnarbeiter gebaut und 1876 fertiggestellt. Hinter der Oblatenkirche befindet sich eine originalgetreue Nachbildung der Grotte von Lourdes, die 1930 eröffnet wurde.
Die alte Richmond-Kaserne beherbergt heute die Stadtbibliothek von Inchicore.
Inchicores Friedhof, Goldenbridge Cemetery, war der erste Friedhof, der in Irland nach der Katholikenemanzipation erbaut wurde. Der ehemalige Taoiseach William T. Cosgrave liegt dort begraben.

## Wirtschaft
Inchicore Works ist heute das Hauptwerk der Irischen Eisenbahn und nach wie vor der größte Arbeitgeber im Stadtteil. Es ist zudem mit einer Fläche von 295.000 m² der größte Industriekomplex seiner Art in Irland. Darüber hinaus ist Inchicore jedoch ein reines Wohngebiet geblieben, in dem sich in den letzten Jahren etliche Restaurants, Bars, Cafés und Hotels angesiedelt haben. Aufgrund der an Inchicore angrenzenden Stadtteile mit ihren Sehenswürdigkeiten Phoenix Park und Zoo Dublin, Kilmainham Gaol und Irish Museum of Modern Art, die alle auf kurzem Wege erreichbar sind, versuchen ansässige Hotels Touristen auf sich aufmerksam zu machen.

## Schulen
Es gibt vier Grundschulen in Inchicore: die Inchicore National School, Goldenbridge Convent die Scoil Mhuire Gan Smal und die Gaelscoil Inse Chór, die heute alle für Jungen und Mädchen gleich zugänglich sind. Von den zwei weiterführenden Schulen ist die Mercy Secondary School eine reine Mädchenschule, während das Inchicore College of Further Education gemischte Klassen anbietet.

## Sport

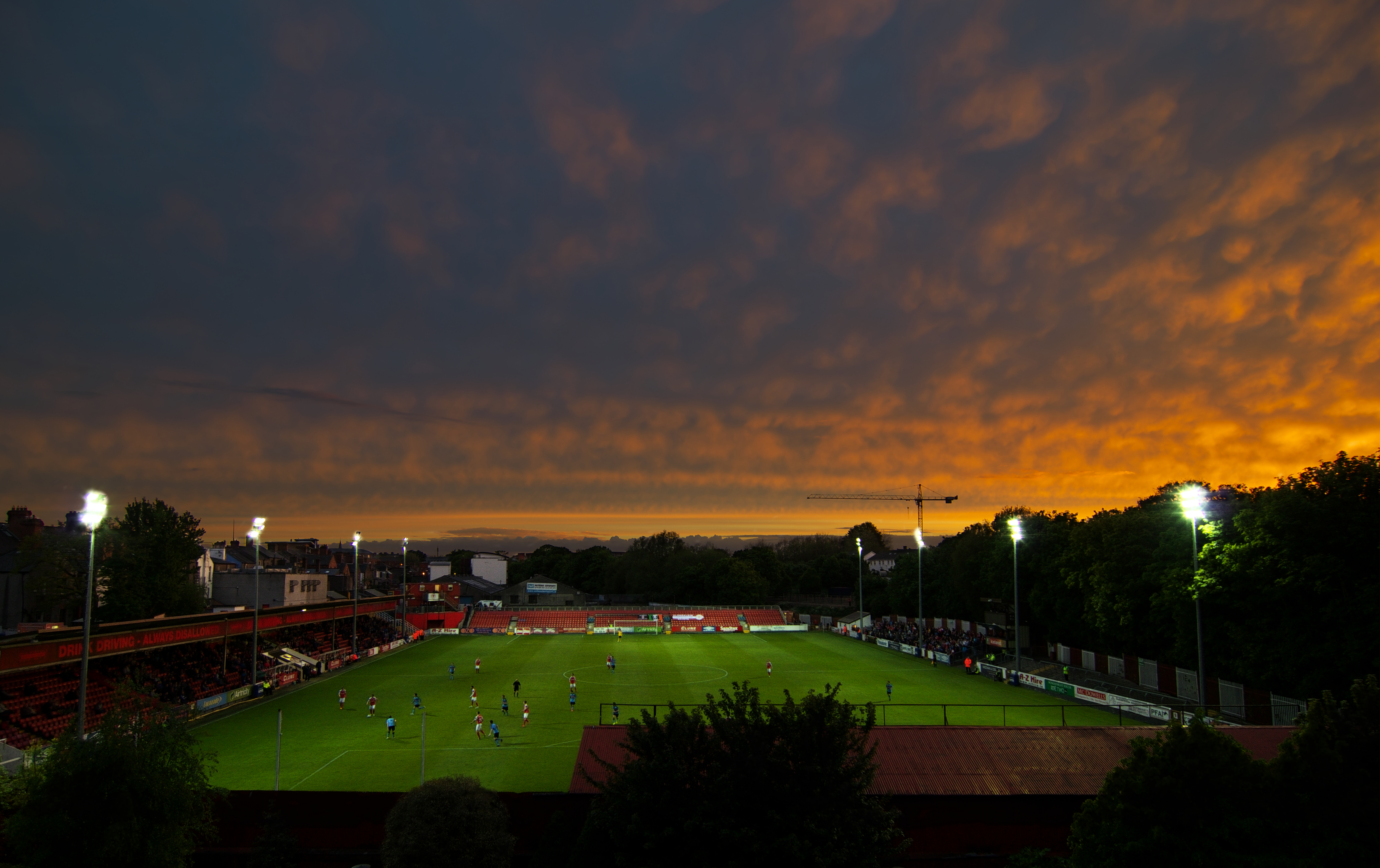
Richmond Park, Stadion des St. Patrick’s Athletic F.C. in Inchicore

Inchicore ist Heimat des Fußballvereins St Patrick’s Athletic, der seine Heimspiele im Richmond Park austrägt. Gälische Sportarten werden vom lokalen GAA-Club Liffey Gaels angeboten, der seine Heimstätte allerdings außerhalb von Inchicore, in Kilmainham, hat. In Longmeadows und in Landsdowne Valley gibt es zwei Pitch and Putt-Golfkurse.

## Persönlichkeiten
- Peadar Kearney (1883–1942), Texter der irischen Nationalhymne
- Thomas Kinsella (1928–2021), Dichter, Schriftsteller und Übersetzer
- Pete St. John (1932–2022), Folkmusiker und Songwriter
- Gay Mitchell (* 1951), Politiker, MdEP für Dublin